# Кьоселерски манастир
Кьоселерският манастир „Свети Григорий Палама“ (на гръцки: Αγίου Γρηγορίου του Παλαμά) е православен мъжки манастир в кайлярското село Кьоселер (Антигонос), Гърция, част от Леринската, Преспанска и Еордейска епархия на Вселенската патриаршия, под управлението на Църквата на Гърция.
Манастирът е построен в подножието на планината Каракамен (Вермио) между Кьоселер и Коларица (Маняки) на надморска височина от 725 m. Манастирът е основан в 2004 година от митрополит Теоклит Лерински.